# ホルン
ホルンは、金管楽器の一種である。トランペット、トロンボーン、チューバなどともに近代西洋の金管楽器の主要な楽器のひとつであり、漏斗型のマウスピース、円錐を主体とした長い丸められた管、直径約30cmに達するベル（朝顔）を持つ。他の金管楽器よりも上の倍音を出しやすい。
金管楽器であるが、音色のやわらかさから金管楽器のみならず木管楽器ともよく調和する。通常の木管五重奏ではフルート、オーボエ、クラリネット、ファゴットに標準的にホルンが加えられている。

## 名称
ホルン（英語 horn、ドイツ語 Horn）はイタリア語でcorno（コルノ）、フランス語ではcor（コール）と言い、いずれも動物の角を意味するが、古くから「角笛」を意味してもいた。広義のホルン（角笛）はかつて動物の角、ほら貝、金属などで作られた。トランペットとの違いは通常トランペットの管が円筒を主体にするのに対し、ホルンが円錐を主にすることにあると言われるが、現代のトランペットは円錐部分が増え、もはやこの区別は成り立たなくなっている。ザックス＝ホルンボステル分類ではホルンはトランペット類の一種と見なされる。
近代西洋の金管楽器をとくに指すために、英語圏でfrench hornと呼ばれることがあり、日本語でもそれにならってフレンチ・ホルンとも呼ばれる。この語は1742年にはじめて見られ、おそらくフランス起源の楽器と認識されていたためであろう。フランス語では「cor d'harmonie」（管楽器のホルン）、ドイツ語では「Waldhorn」（森のホルン）という語も用いられる。
ホルンと名のつく金管楽器には、サクソルン族のフリューゲルホルン、アルトホルン、テナーホルンなども有るが、これらはマウスピースやバルブの構造、管体の形状からホルンとは区別される。マーチングなどでホルンの代わりなどに使われるメロフォンは外観はホルンに似ているが別の楽器である。またホルンを名前に含む木管楽器にはオーボエ族のイングリッシュホルン（コーラングレ）やクラリネット族のバセットホルンなどがある。これらも金管楽器のホルンとは直接の関係はない。
ポストホルンもホルンとは異なる楽器である。郵便ラッパを参照。

## 構造

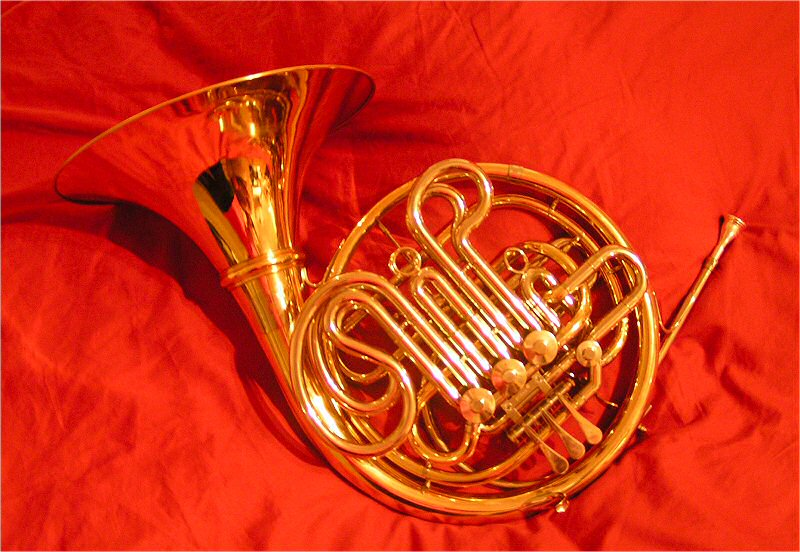
フレンチ・ホルン

ホルンはカタツムリのような形状に巻かれた円錐状の管と、3つから5つの、通常はロータリー式のバルブ（弁）を持つ。ヘ調と変ロ調の調性を持った楽器があり、それぞれF管、B♭管と呼ばれるが、一般的には、それらを一つに組み合わせ「切換バルブ」と呼ばれる特殊なバルブで切り換えられるものが多用される。単一の調性の楽器をシングル・ホルン、2つの調性を持つものをダブル・ホルンと言って区別するが、ダブル・ホルンに一般的な調性より1オクターヴ高い「High-F管」または「High-E♭管」などを追加したトリプル・ホルンと呼ばれるものも存在する。
ホルンは中音域の楽器だが、管長は約4メートルと長く、B♭トロンボーン（3メートル弱）よりも長い。これはホルンが他の金管楽器より高次の倍音を利用することによる。これによってバルブを使わなくても多くの音を出すことができ、またグリッサンドのような奏法も可能になるが、その一方で音を外しやすい欠点がある。マウスピースに近い部分では管の直径はトランペットなどより細い。マウスピース自体も円錐形で、トランペットが浅い椀型であるのと大きく異なる。
ホルンの管体は0.3-0.5mm程度の薄い真鍮素材で作られている。ホルンの管体部はその真円形状を保つため、高温で溶かした鉛やタールなどの充填材を流し込み、曲げ加工の後その充填材を取り除く形で制作される。大量生産の場合には管体に水を通してそのまま凍結し、曲げ加工の後氷を融かして外に出し、管体を型にはめて内部から圧力をかけることで完全な形に仕上げる工法が取られている場合もある。

構造図
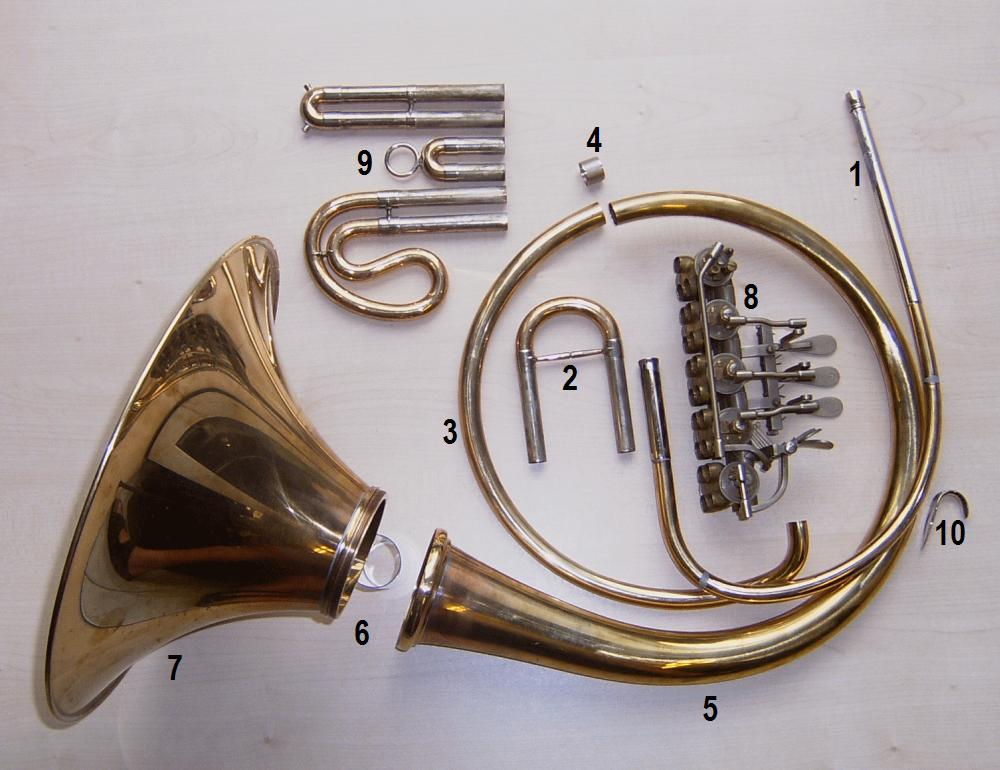
分解写真
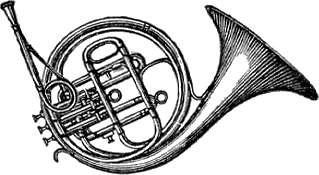
ピストンを備えた、古い型のホルン

### シングル・ホルン

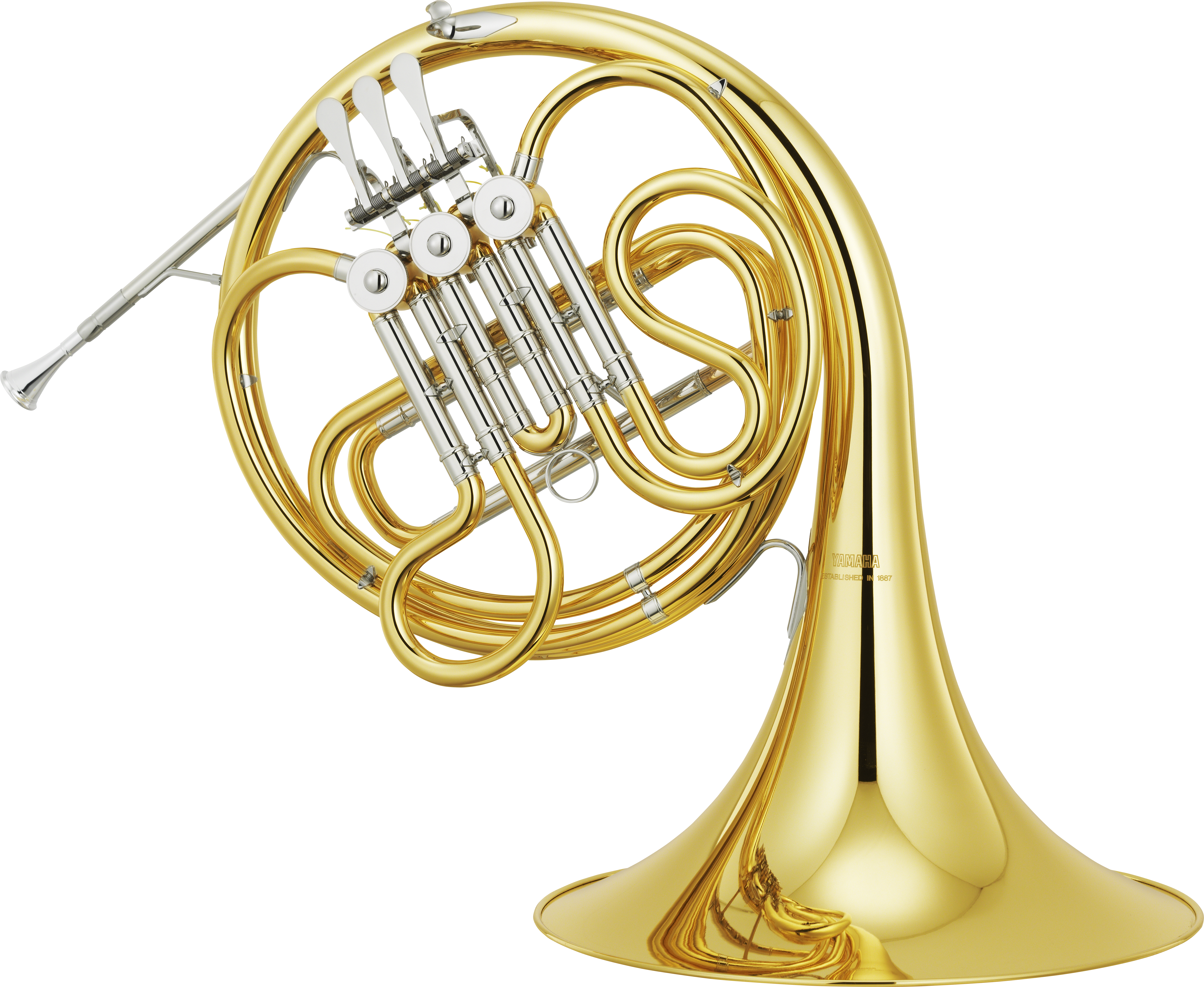
Fシングル・ホルン

シングル・ホルン（Single Horn）は、単一調の管のみによって構成される形態をとる。一般にヘ調または変ロ調の管を用い、それぞれFシングル・ホルン、B♭シングル・ホルンと呼ばれる。楽器が軽くて扱いやすいほか、構造が比較的簡単なため価格が安く、特にFシングルのものはナチュラル・ホルンに最も近い音を出すことができる。また、B♭シングルのものは軽い吹奏感が好まれる。
Fシングル・ホルンは、音色は良いものの、管が長く高音の倍音間隔が狭いためミスを起こしやすく、操作性が悪い。一方、B♭シングル・ホルンは、F管に比べて操作性は良いが、音色が劣る。両方の利点を組み合わせたダブル・ホルンの誕生と普及により、シングル・ホルンはあまり使用されなくなっている。
また、通常のF管より1オクターヴ高い音域を演奏できるHigh-F管（F-Alto管）のものをデスカント・ホルン（Descant Horn）と呼ぶ。管長が通常のFシングル管の半分しかなく、倍音の間隔が広いため、高音域の操作性がB♭管や通常のF管よりも高くなる。しかし操作性と引き換えに音色はB♭管や通常のF管よりも劣る。バッハのブランデンブルク協奏曲のような高音域が使用される曲の演奏にはこのデスカント・ホルンが用いられることがある。

### ダブル・ホルン

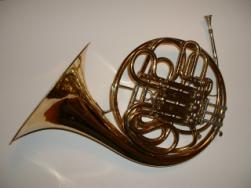
F/B♭管

ダブル・ホルン（Double Horn）は、1本の楽器で2種類の調性を切り替えられるようにしたものである。1897年にドイツ・エアフルトのフリッツ・クルスペ（Fritz Kruspe）によって発明され、現在主流の楽器として使用されている。切り替えの方式により次の2種類がある。
セミダブル
セミダブル(Compensating double)式は、高い方の調性の楽器に、低い方の調性を演奏できるようにするための迂回管（これを補正管と呼ぶ）を追加することによって、2つの調性の音を演奏できるように改良したものである（補正ピッチ方式）。
フルダブル
フルダブル(Full-double)式は、それぞれ独立した2つの調性をバルブで切り替えて使用する楽器である。セミダブル式の場合と違い、一方の調性を使用している時にはもう一方の管は迂回しない。セミダブル式よりも楽器の重量は増すが、低い方の調性の音色がよりシングルホルンに近いものになるという長所を持つ。
ダブルホルンでは親指のレバーで2種類の調性を切り替える。2種類の調性の取り合わせには様々なものがあり、F管とB♭管を組み合わせたF/B♭ダブルホルンが一般的であるが、B♭管とデスカント・ホルン（High-F管）を組み合わせたデスカント・ダブル・ホルンなども存在する。

### トリプル・ホルン
トリプル・ホルン（Triple Horn）とは、1本の楽器で3種類の調性を切り替えられるようにしたものであり、1965年にイギリス・ロンドンのパックスマン社（Paxman）によって開発された。高音域を演奏し易いが中低音域の音色が劣るHigh-F管またはHigh-E♭管、中低音域の音色は優れているが高音域の演奏が難しいF管、そして両者の中間の性質を持つB♭管の3つを組み込むことで、多様なジャンルの楽曲で要求される幅広い音域に1本の楽器で対応することが可能となる。
しかし、トリプル・ホルンは高価であり、楽器が重く長時間の演奏には体力を要する。その重量と複雑な管体レイアウトのため、独特のボリューム感のある音色となり、バロック音楽などで求められる軽く明るい音を出すのが難しい。これらの問題のため、トリプル・ホルンはあまり広く普及しておらず、さらなる改良が望まれている。

## ウィンナ・ホルン

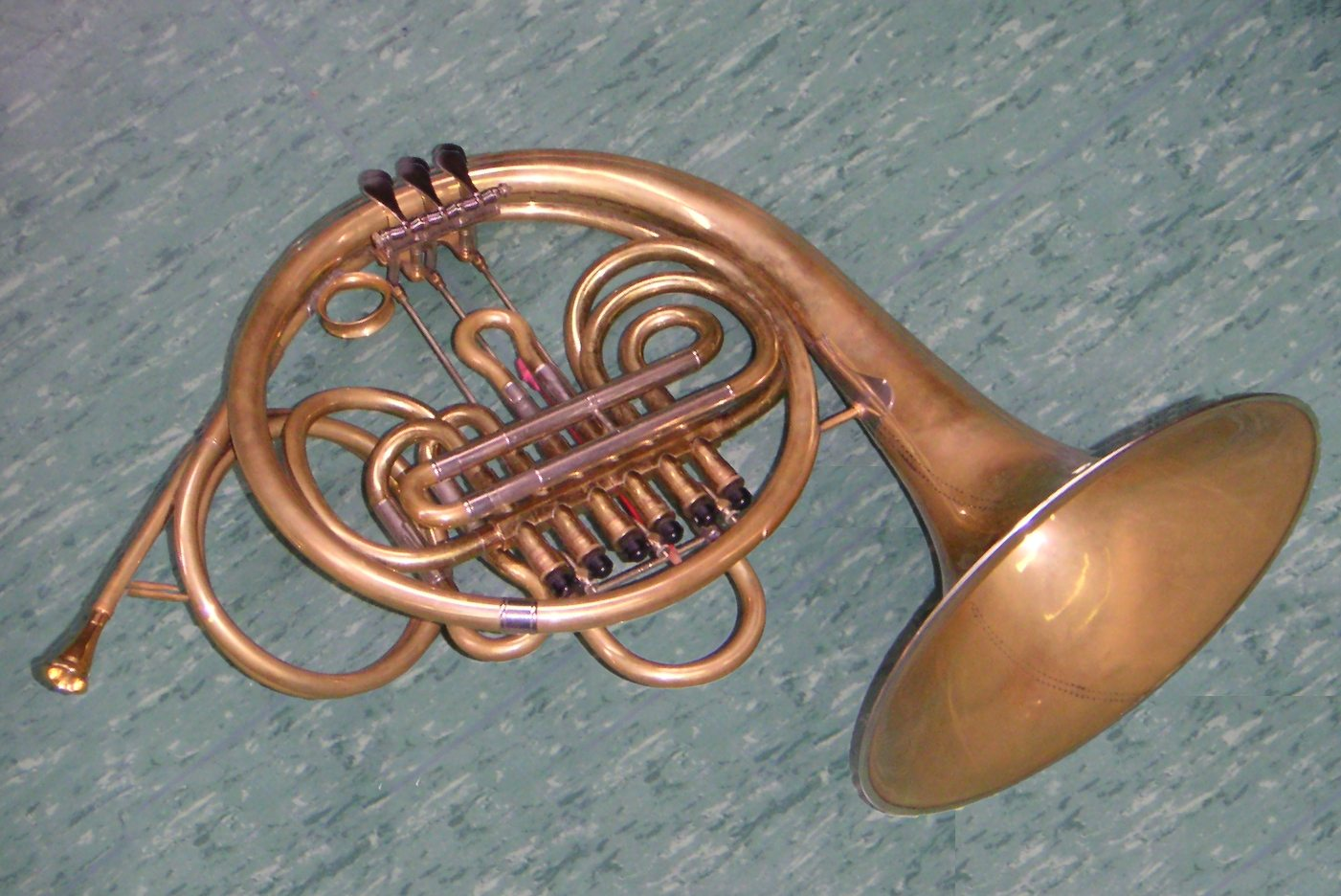
ウィンナ・ホルン

ウィンナ・ホルン（ヴィーナー・ホルン）はウィンナ・バルブ（あるいはダブルピストン・バルブ、プンペン式バルブ）と呼ばれる特殊な旧式のバルブを備えている。またナチュラル・ホルンのコール・ドルケストルと同様に、円形のボーゲンと呼ばれる独特のマウスパイプが装着されている。19世紀中頃から構造や形状が進化しておらず、一種の古楽器とみることができる。音色は暗く重く、より自然ホルンに近い。フォルテで音が楽に割れやすく、物理的な音量をあまり上げずにフォルテッシモのような響きを作ることができる。このため、声を覆い隠さないオペラの伴奏に適している。F-シングルホルンであるため高音の倍音間隔が狭く、ミスを起こしやすい。
ウィーン・フィルハーモニー管弦楽団は、このウィンナ・ホルン（F管シングル・ホルン）を原則として使用している。

## ナチュラル・ホルン

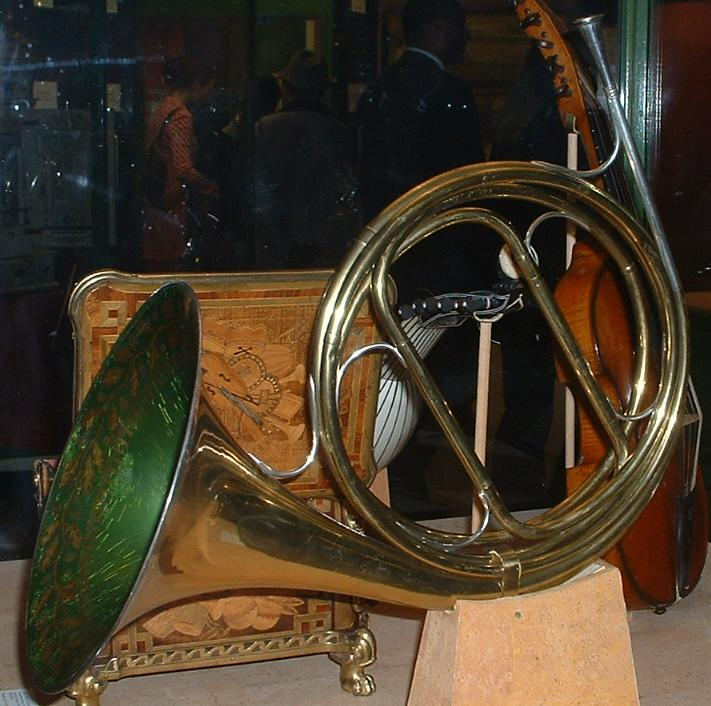
ナチュラル・ホルン Victoria & Albert Museum, London.

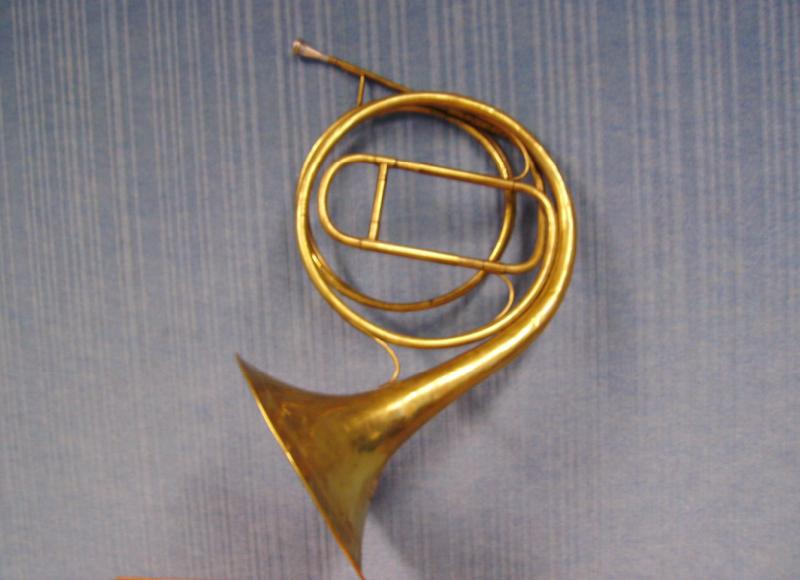
ナチュラルホルン

19世紀前半まではバルブを持たず、自然倍音のみを発音できるナチュラル・ホルンが用いられた。この楽器では普通の状態では自由に半音階を演奏することはできない。バロックから古典派前期のホルンのパートが比較的単純な音形に限られるのはこのためでもある。18世紀中期に、ハンドテクニックの開発すなわちベルの中の右手の位置を変える事により、自然倍音から音程を最大で長2度上昇もしくは下降させる奏法（ストップ奏法）が考案され、この技法と管体自体の調性を変えることで、開放音とストップ音、ハーフ・ミュートなどによる音色の犠牲はあるものの、半音階をある程度演奏できるようになった。この時代からソリストとして活躍する奏者が現れ出す。楽器も独奏者用のコール・ソロとオーケストラ奏者用のコール・ドルケストルの2種類に分かれ、前者の演奏家はサロンでもてなされ、後者は台所でビールを傾けるなど、身分的な差もあった。
ハイドンやモーツァルトの協奏曲はこのような時代に書かれた。しかし、1814年のバルブの出現により、ナチュラル・ホルンは次第にバルブ付きホルンに取って代わられることとなる。それでもフランスのホルン奏者は、バルブ付きのホルンを好まずナチュラルホルンを愛用したため、ロマン派時代でもナチュラルホルンのために作曲されていることも多い。自身もホルンを演奏したブラームスは、当時のドイツでは殆どバルブホルンに代わっていたにもかかわらず、ナチュラルホルンを好んだ。ブラームスの管弦楽作品におけるホルンパートは、ナチュラルホルンを意識した擬古的な書き方になっている。また彼のホルン・トリオは完全にナチュラルホルンのために作曲されている。デュカスがパリ国立高等音楽院のホルン科の試験のために作曲した「ホルンとピアノのための『ヴィラネル』」には、前半部にSans pistons（ピストンなしで）という指定があり、この部分はピストンホルンを使いつつもストップ奏法のみで演奏されるようになっている。作曲当時、同音楽院のナチュラルホルン専攻コースはすでに閉鎖されていたが、ホルン科の学生は専攻コースが無くなった後もナチュラルホルンを並行して学んでいたことが分かる。
ナチュラルホルンは現代の古楽復興の流れの中、ヘルマン・バウマンがモーツァルトの協奏曲集が録音してから、様々な演奏家によって演奏されるようになっている。創立当時より優れたホルン奏者を育ててきた前述のパリ国立高等音楽院のナチュラルホルン専攻のコースは、ピストンホルンの普及とともに19世紀末に廃止されたが、近年のピリオド・アプローチの復活とともに、パリ管弦楽団首席奏者のミッシェル・ガルサン=マルーによって数年前に再開された。彼の定年退職後、現在はクロード・モリーが教授として指導にあたっている。また日本人ホルン奏者根本雄伯もパリ郊外カシャン市の国立音楽院でナチュラルホルンを教えている。
再現楽器の中には、本来のナチュラルホルンには存在しなかったが、正しい音程を出すのを助けるための穴がいくつかあけられているものがある。

## ホルンが活躍する楽曲

### クラシック音楽
ホルン協奏曲等
- テレマン：ホルン協奏曲 TWV 51:D8
- ハイドン：ホルン協奏曲第1番 Hob. VIId/3、第2番 Hob. VIId/4（真偽未確定）、2つのホルンのための協奏曲 Hob. VIId/6 （真偽未確定、実弟のミヒャエル・ハイドンあるいはロセッティ作曲との説あり）
- ロセッティ：ホルン協奏曲（多数作曲）
- モーツァルト：ホルン協奏曲第1番-第4番、オーボエ、クラリネット、ホルン、ファゴットと管弦楽のための協奏交響曲（偽作）
- ウェーバー：ホルン小協奏曲 op.45
- シューマン：4本のホルンと管弦楽のためのコンツェルトシュテュック ヘ長調 op.86
- フランツ・シュトラウス：ホルン協奏曲 op.8
- サン＝サーンス：ホルンと管弦楽のための演奏会用小品 ヘ短調 op.94
- リヒャルト・シュトラウス：ホルン協奏曲第1番 op.11、第2番 AV132
- グリエール：ホルン協奏曲 op.91
- シェック：ホルン協奏曲 op.65
- ヒンデミット：ホルン協奏曲

管弦楽曲・オペラ・バレエ等
- ゼレンカ：カプリッチョ第1番 ZWV182 - 第4番 ZWV185、第5番 ZWV190
- テレマン：組曲「アルスター」TWV55:F11
- ヘンデル
  - 歌劇「ジュリアス・シーザー」 HWV17 - "Va tacito"
  - オラトリオ「ユダス・マカベウス」 HWV63 - 第3部第58曲 "See the conquering hero comes"（見よ、勇者は帰りぬ）
- J.S.バッハ
  - ミサ曲 ロ短調 BWV232 - "Quoniam tu solus sanctus"
  - ブランデンブルク協奏曲第1番 BWV1046
- ハイドン：交響曲第31番ニ長調「ホルン信号」 - 第2楽章
- モーツァルト
  - 交響曲第40番 - 第3楽章トリオ
  - 歌劇「ポントの王ミトリダーテ」 - シファーレのアリア
- ベートーヴェン
  - 交響曲第3番 - 第3楽章トリオ
  - 交響曲第5番 - 第3楽章
  - 交響曲第6番「田園」 - 第3楽章、第5楽章冒頭
  - 交響曲第7番 - 第1楽章第1主題、第4楽章
  - 交響曲第8番 - 第3楽章トリオ
  - 交響曲第9番 - 第2楽章トリオ、第3楽章
  - 歌劇「フィデリオ」 - 序曲
- ウェーバー
  - 歌劇「魔弾の射手」 - 序曲導入部
  - 歌劇「オベロン」 - 序曲冒頭
- ロッシーニ
  - 歌劇「イタリアのトルコ人」 - 序曲導入部
  - 歌劇「セミラーミデ」 - 序曲導入部
  - 歌劇「セビリアの理髪師」 - 序曲導入部および主部
- シューベルト：交響曲第8番「ザ・グレート」 - 第1楽章冒頭
- メンデルスゾーン
  - 交響曲第4番「イタリア」 - 第3楽章トリオ
  - 夏の夜の夢 - 夜想曲
- ショパン：ピアノ協奏曲第2番 - 第3楽章
- シューマン：交響曲第3番 - 第4楽章、第5楽章
- リスト：交響詩「前奏曲」
- ワーグナー
  - 歌劇「タンホイザー」 - 序曲冒頭、第1幕第4場
  - 楽劇「ジークフリート」 - 第2幕第2場
- ブルックナー
  - 交響曲第4番 - 第1楽章冒頭、第3楽章冒頭
  - 交響曲第6番 - 第3楽章トリオ
  - 交響曲第9番 - 第1楽章冒頭
- ブラームス
  - セレナード第1番 - 第5楽章スケルツォ
  - 交響曲第1番 - 第2楽章、第4楽章
  - 交響曲第2番 - 第1楽章コーダ、第2楽章
  - 交響曲第3番 - 第3楽章
  - 交響曲第4番 - 第2楽章冒頭
  - ピアノ協奏曲第2番 - 第1楽章
- サン＝サーンス：ピアノ協奏曲第1番 - 第1楽章
- ビゼー：歌劇「カルメン」 - 第3幕第1場、ミカエラのアリア「もう恐れはしない」
- チャイコフスキー
  - バレエ音楽「くるみ割り人形」 - 花のワルツ
  - 交響曲第4番 - 第1楽章冒頭
  - 交響曲第5番 - 第2楽章
  - ピアノ協奏曲第1番 - 第1楽章冒頭
- ドヴォルザーク
  - チェロ協奏曲 - 第1楽章
  - 交響曲第8番 - 第1楽章、第4楽章
  - 交響曲第9番 - 第1楽章、第4楽章

- フンパーディンク：歌劇「ヘンゼルとグレーテル」 - 序曲
- マーラー
  - 交響曲第1番 - 第1楽章、第2楽章、第4楽章
  - 交響曲第2番 - 第1楽章
  - 交響曲第3番 - 第1楽章冒頭
  - 交響曲第4番 - 第1楽章
  - 交響曲第5番 - 第3楽章、第5楽章冒頭
  - 交響曲第6番 - 第1楽章
  - 交響曲第7番 - 第2楽章冒頭
  - 交響曲第9番 - 第1楽章
- リヒャルト・シュトラウス
  - アルプス交響曲
  - 交響詩「ティル・オイレンシュピーゲルの愉快ないたずら」
  - 交響詩「英雄の生涯」
  - 交響詩「アルプス交響曲」
  - 楽劇「ばらの騎士」 - 第1幕前奏曲冒頭
  - 楽劇「カプリッチョ」 - 月光の音楽(最終場前の間奏曲)
- ラヴェル
  - 「亡き王女のためのパヴァーヌ」
  - ピアノ協奏曲ト長調 - 第1楽章中間部
- ホルスト：組曲「惑星」 - 火星、金星、木星、天王星
- ストラヴィンスキー：バレエ音楽「火の鳥」 - 終曲
- プロコフィエフ：組曲「ピーターと狼」 - 狼のテーマ
- ハチャトゥリアン：バレエ音楽「ガイーヌ」 - レスギンカ
- ショスタコーヴィチ
  - 交響曲第5番 - 第1楽章展開部、第2楽章、第4楽章
  - 交響曲第10番 - 第3楽章
  - チェロ協奏曲第1番

独奏曲・室内楽
- モーツァルト
  - ホルンのための12の二重奏 K.487
  - ホルン五重奏曲 K.407（ホルン、ヴァイオリン、ヴィオラ2、チェロ）
  - ピアノと管楽器のための五重奏曲 K.452（ピアノ、オーボエ、クラリネット、ホルン、ファゴット）　
  - ディヴェルティメント第17番 K.334（ホルン2、弦五部）
  - グラン・パルティータ（フルート2、クラリネット2、バセットホルン2、ファゴット2、ホルン4、コントラバスまたはコントラファゴット）K.361
- ベートーヴェン
  - ホルン・ソナタ op.17（ホルン、ピアノ）
  - 六重奏曲 op.81b（ヴァイオリン2、ヴィオラ、チェロ、ホルン2）
  - 六重奏曲 op.71（クラリネット2、ホルン2、ファゴット2）
  - 七重奏曲 op.20（ヴァイオリン、ヴィオラ、チェロ、コントラバス、クラリネット、ホルン、ファゴット）
  - ピアノと管楽器のための五重奏曲 op.16（ピアノ、オーボエ、クラリネット、ホルン、ファゴット）
- ライヒャ：大五重奏曲（ホルン、ヴァイオリン2、ヴィオラ、チェロ、コントラバス）
- ロッシーニ
  - 序奏、主題と変奏（ホルン、ピアノ）
  - 管楽四重奏曲（6曲　フルート、クラリネット、ホルン、ファゴット）
- シューベルト
  - 『流れの上で』（Auf den Strom ）D.943（ソプラノ、ホルン、ピアノ）
  - 八重奏曲 D.803（ヴァイオリン2、ヴィオラ、チェロ、コントラバス、クラリネット、ホルン、ファゴット）
- シューマン
  - アダージョとアレグロ op.70 （ホルン、ピアノ）
  - アンダンテと変奏曲 op.46（ホルン、チェロ2、ピアノ2）
- フランツ・シュトラウス：ノクターン（ホルン、ピアノ） op.7
- ブラームス：ホルン三重奏曲 op.40（ヴァイオリン、ホルン、ピアノ）
- リヒャルト・シュトラウス
  - アンダンテ（ホルン、ピアノ）AV86a
  - 序奏、主題と変奏（ホルン、ピアノ）AV52
  - 13管楽器のためのセレナード op.7（フルート2、オーボエ2、クラリネット2、ファゴット2、ホルン4、コントラファゴットまたはチューバ）
- デュカス：ヴィラネル（田園詩、Villanelle　ホルン、ピアノ）
- ヒンデミット
  - ホルン・ソナタ（ホルン、ピアノ）
  - ホルン四重奏曲（ホルン4）
- プーランク
  - エレジー（ホルン、ピアノ）
  - 六重奏曲（ピアノ、フルート、オーボエ、クラリネット、ホルン、ファゴット）
  - ホルンとトランペットとトロンボーンのためのソナタ
- ボザ
  - ホルンとピアノのための「森にて」op.40（ホルン、ピアノ）
  - 4本のホルンのための組曲（ホルン4）

声楽曲
- シューベルト：森の夜の歌 D.913（男声合唱、ホルン4）
- シューマン：狩の歌 作品137（男声合唱、ホルン4）
- ブラームス：4つの歌 作品17（女声合唱、ホルン2、ハープ）
- リヒャルト・シュトラウス：アルプホルン（ソプラノ、ホルン、ピアノ）

### ポピュラー音楽、主題歌等
- ビートルズ『フォー・ノー・ワン』
- 冬木透『ウルトラセブンの歌』
- 渡辺岳夫『アルプスの少女ハイジ』主題歌『おしえて』

## 主なメーカー
日本
- ヤマハ

ドイツ
- アレキサンダー
- ハンスホイヤー
- E.シュミット
- クルスペ
- メーニッヒ
- クノッフ
- ヴェンツェル・マインル
- D.オットー

アメリカ
- ホルトン　《ホルトン社は1964年にルブラン社へ経営権を委託》
- コーン

イギリス
- パックスマン

台湾
- ジュピター